# Лінімент

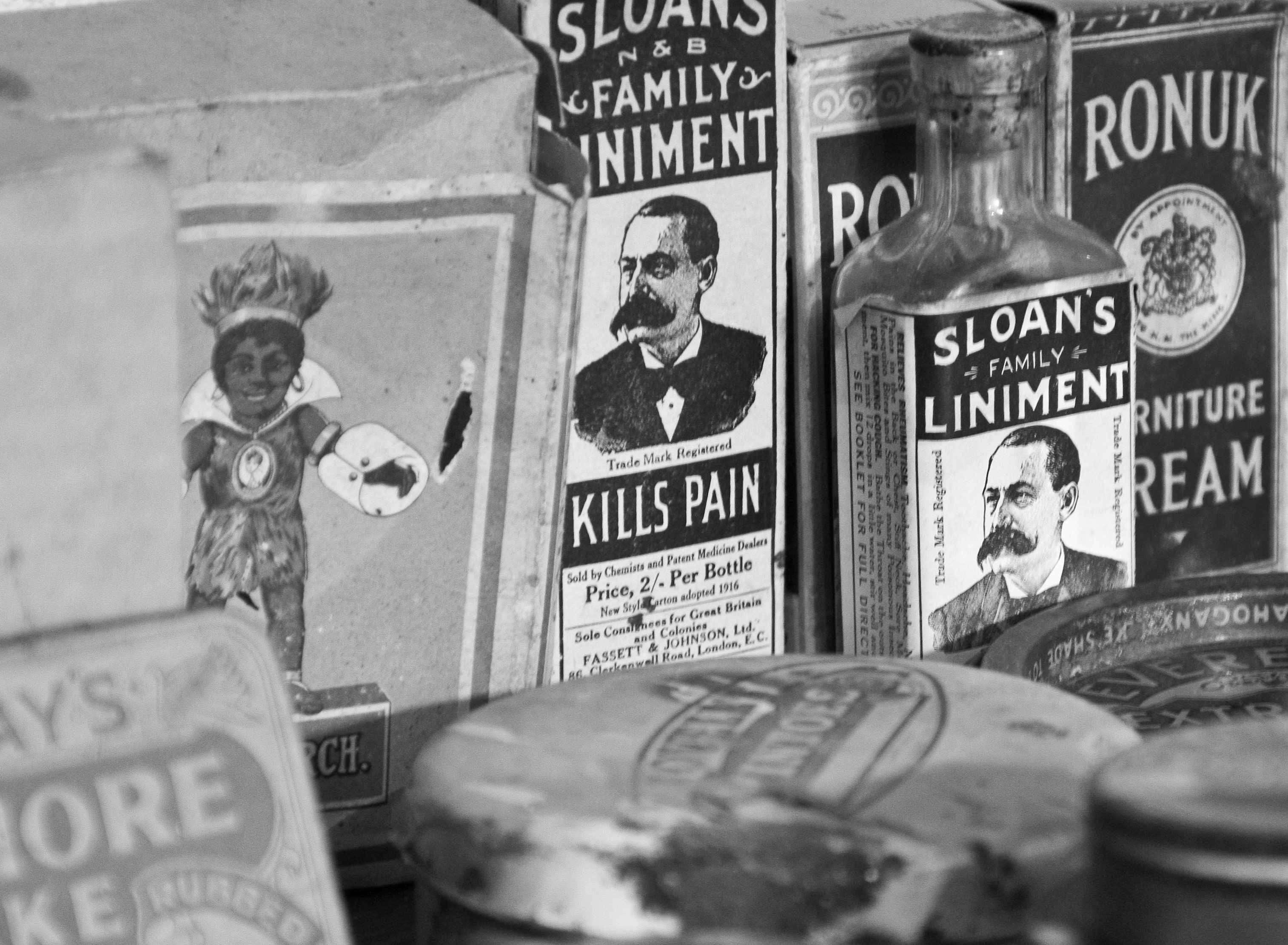
Лінімент

Лініменти (лат. Linimentum (-i, -a)) — лікарська форма тільки для зовнішнього застосування (частіше, шляхом втирання) являє собою рідку мазь або суміш різних подразнювальних речовин з маслами, масел з розчинами лугів, мильно-водними або мильно-спиртовими розчинами.
В лініментах назначають подразнювальні, протизапальні та протиревматичні засоби, ранозагоювальні та інші препарати.
Як дисперсні системи вони можуть бути гомогенними (лініменти-розчини) і гетерогенними (лініменти-суспензії, лініменти-емульсії, комбіновані). Готують лініменти ретельно змішуючи або розтираючи в ступці складові компоненти. Леткі засоби додають в останню чергу. Розрізняють лініменти офіцінальні та приготовлені за магістральними приписами.